# Abraham Willaerts

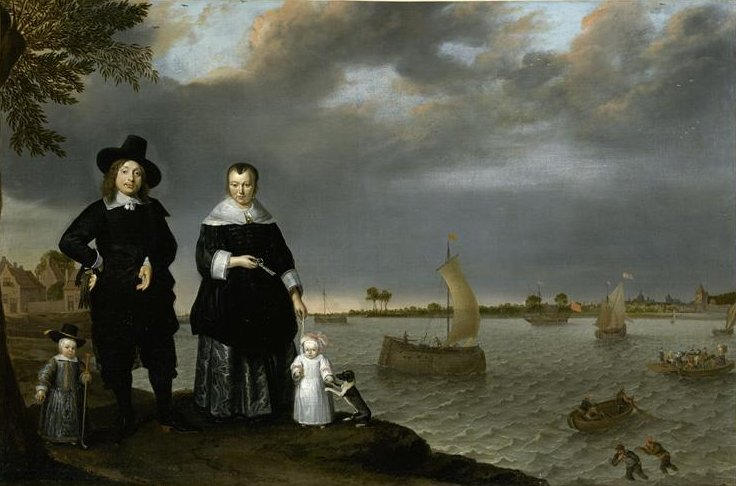
Un armador y su familia, 1650, Valenciennes, Musée des Beaux-Arts.

Abraham Willaerts (Utrecht, c. 1603/1613-1669) fue un pintor barroco neerlandés especializado en marinas. 
Segundo hijo de Adam Willaerts y hermano de los también pintores de marinas Cornelis Adamsz. Willaerts e Isaac Willaerts, inició su formación como pintor en el taller de su padre. En 1624 se inscribió como aprendiz en el gremio de San Lucas de Utrecht, trabajando en el taller de Jan van Bijlert. Más tarde continuó sus estudios con Simon Vouet en París. En septiembre de 1635 aparece nuevamente documentado en Utrecht, para marchar inmediatamente al Brasil holandés donde iba a permanecer entre 1638 y 1644 al servicio del conde Juan Mauricio de Nassau-Siegen, gobernador de la colonia. De regreso a Holanda se instaló en  Amersfoort en compañía de Jacob van Campen. En 1659-60 visitó Roma y otras ciudades italianas, regresando en 1661 a Utrecht donde falleció y fue enterrado el 18 de octubre de 1669.
Como su padre y sus hermanos, Willaerts se especializó en las marinas, a las que está dedicado el grueso de su producción, pintando tanto batallas navales como escenas de puerto y paisajes costeros, pero practicó también el retrato, la pintura histórica y de género y aún ocasionalmente la mitología.